# Balázs István (kohómérnök)
Balázs István (Kispalugya, 1881. augusztus 20. – Sopron, 1962. február 11.) vaskohómérnök, főiskolai tanár.

## Életpályája
A Körmöcbányai Állami Főreáliskolában érettségizett 1899-ben. Tanulmányait a selmecbányai Bánya- és Erdőmérnöki Főiskolán végezte el (1899–1902). 1904–1908 között tanársegéd volt Barlai Béla mellett a vaskohászati tanszéken. 1906–1908 között kétéves tanulmányúton tartózkodott. 1908–1914 között, valamint 1918–1921 között főiskolai adjunktusként a "vaskohászati enciklopédia" előadója volt. Az első világháborúban (1914–1918) tüzértisztként harcolt; tartalékos főhadnagyként szerelt le. 1918-ban bányatanácsossá nevezték ki. 1921-től főbányatanácsosi rangban tanszékvezető helyettes tanárként dolgozott. 1923-ban átvette a Sopronba költözött főiskola tüzeléstani és anyagvizsgálati tanszék vezetését mint főiskolai rendes tanár 1934-ig. 1929-ben a tanszék mellett tüzeléstani és anyagvizsgálati laboratóriumot állított fel. 1934-ben tanszékvezető egyetemi tanár lett. 1934–1936 között mint meghívott előadó tartotta előadásait. 1938-ban nyugdíjba vonult.

## Művei
- Drótkötelek szilárdsági vizsgálata (Bányászati Kohászati Lapok, 1912)
- A füstgázok szénsav-, szénmonoxid és hidrogén tartalmának elektromos úton való meghatározása (Bányászati Kohászati Lapok, 1924)
- Mangánnal ötvözött öntöttvasfajták tulajdonságai (Budapest, 1932)

## Díjai
- Aranydiploma (1958)